# Owain Cyfeiliog
Pour les articles homonymes, voir Owen.
Owain ap Gruffydd (aux environs de 1125 - à Strata Marcella en 1197) était un prince du Powys Wenwynwyn qui règne pendant 35 ans de 1160 à 1195 sur le sud du Powys le futur Powys Wenwynwyn c'est aussi un barde gallois. On le connaît sous le nom d' Owain Cyfeiliog pour le distinguer d'un de ses contemporains homonymes, Owain ap Gruffydd, roi de Gwynedd, lui-même connu sous le nom d'Owain Gwynedd.

## Origine
Owain ap Gruffydd est le fils de Gruffyd ap Maredudd († 1128) le frère du roi de Powys Madog ap Maredudd. Il serait né d'une union irrégulier de son père avec Gwervyl fille de Urgen ap Hywell.

## Règne
En 1159 Owain et son frère Meurig reçoivent de leur oncle Madog le district de Cyveiliog une région dans la vallée moyenne de la Dovey et correspondant à la partie occidentale de l'actuel Montgomeryshire. Après la mort de son oncle et du fils âiné de ce dernier Llewelyn en 1160, Owain devient quasi indépendant du Powys. Il poursuit d'abord la politique de Madog d'alliance avec les anglo-normands contre son dangereux voisin et rival Owain Gwynedd
Toutefois la pression des barons des Marches de Galles contraignent Owain Cyfeiliog à modifier sa politique et en 1165 il se joint à Owain Gwynedd et à lord Rhys ap Gruffydd de Deheubarth pour résister victorieusement à une invasion de Henri II d'Angleterre.
L'alliance entre les deux Owain dure encore quelque temps et en 1166 ils chassent un de leurs anciens alliés Iorwerth Goch de ses domaines du cantref de Mochnant. En 1167 leur alliance est rompue et Owain Gwynedd bien qu'Owain ait épousé sa fille et Rhys ap Gruffydd, envahissent le Powys, prennent possession de Caereineon et de Talawern et mettent Owain en fuite.
Owain revient avec une armée de Normands recouvre ses territoires et détruit le château construit à Careineon. En 1171 « Lord Rhys » attaque de nouveau le Powys et l'oblige Owain à lui donner sept otages.
Après la mort d'Owain Gwynedd le Pays de Galles se trouve pacifié sous l'égide anglo-normande: Son fils et successeur Dafydd ab Owain est devenu le gendre de Henri II d'Angleterre et Lord Rhys le « Justicier Royal » pour le Sud du Pays de Galles. Owain Cyfeiliog reconnait lui aussi l'autorité du roi et en mai 1177 il participe au grand Conseil d'Oxford au cours duquel Henri II fait son fils Jean « Seigneur d'Irlande ». Avec tous les autres seigneurs gallois ils jurent fidélité à Henri II qu'ils reconnaissent comme leur suzerain.
Lorsque Owain devient trop vieux il confie la gestion de ses domaines à ses fils Gwenwynwyn ap Owain et Cadwallon qui selon le Brut y Tywysogion sont responsables du meurtre de leur cousin Owain ap Madog en 1186. En 1188 Owain et le seul des princes gallois à ne pas se rendre visite à l'archevêque de Canterbury Baldwin qui prêchait la croisade et cette négligence lui vaut d'être excommunié. Le prince Owain abdique en faveur de son fils Gwenwynwyn ap Owain en 1195 et occupe ses dernières années jusqu'à sa mort à l'âge de 72 ans en 1197 à l'établissement du monastère cistercien de « Strata Marcella » (gallois : Ystrad Marchell) commencé vers 1170.

## Son œuvre
On connait de lui Hirlas Owain, où le poète célèbre le courage de ses amis combattants lors d'un raid en 1155 pour libérer son frère Meurig de la prison de Maelor. Ayant mission accomplie, Owain demande la corne à boire qu'il fait passer à chaque membre de sa garde, après force louanges à chacun. Puis vient la funèbre évocation de deux de ses hommes morts au combat et le chagrin que suscite leur perte.
Le même Owain apparaît dans le roman Fulke FitzWarin : c'est lui le chevalier qui frappe de sa lance.

## Postérité
Owain Cyfeiliog eut deux épouses:
1) Gwenllian fille d'Owain Gwynedd dont
- Gwenwynwyn ap Owain
- Cadwallon ap Owain

2)une fille de nom inconnu de Rhys ap Gruffydd.